# 太田糸音
太田 糸音（おおた しおん、2000年2月20日 - ）は、日本のクラシック音楽のピアニスト。

## 略歴
東京音楽大学付属高等学校を2年で早期修了し、東京音楽大学ピアノ演奏家コース・エクセレンスに飛び級入学。名古屋芸術大学大学院を経てベルリン芸術大学に在学中。石井克典、江澤聖子、武田真理、半澤佑果、横山幸雄、ビョルン・レーマン、高橋礼恵らに師事。NHK Eテレアニメ『クラシカロイド』の作中原曲演奏、NHK-FM『リサイタル・ノヴァ』、ABCテレビ『キャスト』特集などに出演。
大阪フィルハーモニー交響楽団、関西フィルハーモニー管弦楽団、大阪交響楽団、東京交響楽団、日本フィルハーモニー交響楽団、仙台フィルハーモニー管弦楽団、アルメニア国立交響楽団、北チェコフィルハーモニー管弦楽団、ポルトガル・フィルハーモニー管弦楽団等のオーケストラと共演。

## 受賞歴
- 第67回全日本学生音楽コンクール中学校の部全国大会第1位
- 第17回浜松国際ピアノアカデミーコンクール第5位
- 第21回松方ホール音楽賞第1位
- 第8回仙台国際音楽コンクール第3位
- 第7回コインブラ・ワールド・ピアノ・ミーティング第1位
- 第12回シドニー国際ピアノコンクール第6位[4]
- 第2回（2024年）サン=ポール=トロワ=シャトー国際ピアノコンクール第1位及び聴衆賞[5]
- 2016年度ピティナ・ピアノコンペティション特級銀賞[6]

### 音楽配信
- 太田糸音 - mora
- 太田糸音 - YouTube Music チャンネル
- 太田糸音 - Spotify
- 太田糸音 - Apple Music

- Prokofiev Etude in D minor op. 2/1 - Shion Ota - Queen Elisabeth Competition 2025 - YouTube